# Diplocloster
Diplocloster es un género de bacteria de la familia Lachnospiraceae. Fue descrito en el año 2022. Su etimología hace referencia a doublé huso. Se tiñe gramnegativa, aunque posiblemente tenga estructura de grampositiva como otros géneros de la misma familia. Es anaerobia obligada, formadora de esporas y quimioorganoheterótrofa. Se ha aislado de heces humanas.  
Está formado por dos especies: Diplocloster agilis y Diplocloster modestus.